# Plungė
Plungė est une ville du nord-ouest de la Lituanie, de l'apskritis de Telšiai, située à 27 km à l'ouest de la ville de Telšiai. Le dernier recensement de 2001 fait état de 23 436 habitants.
Au nord de Plungė se trouve la ligne de chemin de fer Šiauliai-Klaipėda. Non loin se trouve le palais Oginskis et son parc. Le palais abrite à présent un musée d‘art de la Samogitie. Sur la place de la vieille ville se dresse l'église Saint-Jean-Baptiste (érigée en 1933) et son beffroi. Les autres monuments remarquables de la ville sont : une statue commémorant les 10 ans de l'anniversaire de l'indépendance érigée en 1928, une sculpture intitulée saint Florian (protecteur des ramoneurs et des pompiers) œuvre de l'artiste Kazys Barzdys (1867-1957), une réplique de la grotte de Massabielle de Lourdes construite en 1908, la chapelle de la Toussaint datant de 1858.

## Histoire
L'origine du nom de la ville n'est pas entièrement claire. On pense qu'il vient du prénom Plungė qui est utilisé dans différentes régions de Lituanie et de la Samogitie.
Avant la Seconde Guerre mondiale, la communauté juive est très importante dans la ville.
En juillet 1941, 1 800 Juifs de la ville (sur une population estimée à 2500 avant la guerre) sont assassinés lors d'une exécution de masse par une unité de la police de sécurité lituanienne, composée de Lituaniens sympathisants nazis. Un mémorial est construit sur le site du massacre.

## Sport
- FK Babrungas club de football.

## Jumelage
- Krasnogorsk (Russie)
- Menden (Allemagne)
- Bjerkreim (Norvège)
- Boxholm (Suède)
- Viljandi (Estonie)
- Tukums (Lettonie)
- Golub-Dobrzyń (Pologne)
- Bruntál (Tchéquie)

## Honneur
L'astéroïde (144752) Plunge est nommé en son honneur.